# Shell
Shell plc (trước đây được gọi Royal Dutch Shell plc) là một công ty dầu khí đa quốc gia của Anh. Đây là tập đoàn năng lượng tư nhân lớn thứ hai trên thế giới. Trụ sở chính của công ty đặt tại Trung tâm Shell ở Luân Đôn. Đến năm 2022, Shell từng là một công ty của Anh và Hà Lan.
Lĩnh vực chính của công ty là khai thác, sản xuất, chế biến, vận chuyển và buôn bán hydrocarbons. Shell cũng tham gia đáng kể vào lĩnh vực hóa dầu và năng lượng tái tạo với việc cung cấp các dịch vụ năng lượng tái tạo gió, hydrogen và năng lượng mặt trời. Shell là một công ty liên kết với Anh, có trụ sở đặt ở The Hague, thu thuế tại Hà Lan, được niêm yết trên Sở giao dịch chứng khoán London và Euronext Amsterdam.
Forbes Global 2000 năm 2009 xếp Shell là công ty lớn thứ hai trên thế giới, sau General Electric. Năm 2007, tạp chí Fortune xếp hạng Shell là tập đoàn lớn thứ ba toàn cầu sau Wal-Mart và ExxonMobil.

## Chú giải
1. ↑  "Company Profile for Royal Dutch Shell (RDSA)". Truy cập ngày 1 tháng 10 năm 2008.